# Nap Lajoie
Napoléon "Nap" Lajoie (5 de septiembre de 1874 – 7 de febrero de 1959) fue un beisbolista estadounidense, la primera gran figura de bateo del siglo XX y el más importante rival de Ty Cobb hasta su retiro de las Grandes Ligas en 1916. 
Descendiente de franco-canadienses, Lajoie nació en Woonsocket, Rhode Island, comenzando su carrera en 1896 con los Phillies de la Liga Nacional, con este equipo logró liderar el departamento de carreras impulsadas en 1898. En 1901 cambia de equipo y de liga uniéndose a los Philadelphia A's, propiedad de Connie Mack, bateando para .426 cifra aún récord de la Liga Americana y haciéndose acreedor de la Triple Corona (fue líder también los departamentos de home runs e impulsadas). Ese año se convirtió en el primer jugador a quien se le otorgó una base por bola intencional con las bases llenas en la historia de las ligas mayores.

## Lajoie en Cleveland

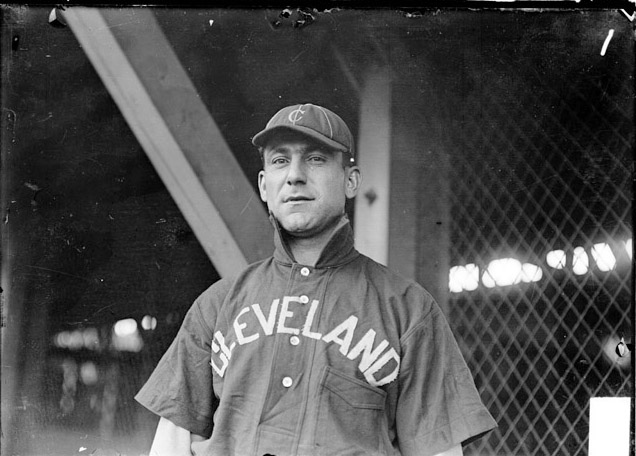
Nap Lajoie con el uniforme de Cleveland.

En 1902 los Phillies interpusieron un recurso por el cual a Lajoie se le prohibía jugar con ningún otro equipo que no fuesen los Phillies, sin embargo la prescripción era válida solo en Pensilvania por lo que la Liga Americana respondió cambiando el contrato de Lajoie a los Cleveland Broncos; el equipo incluso cambió de nombre en 1905 para honrar a Lajoie llamándose Cleveland Naps hasta 1915; lo que da una idea de lo importante que para ese entonces era Lajoie en este deporte.
Durante el resto de 1902 y parte de 1903, Napoleon y su compañero de equipo Elmer Flick, viajaron separados del resto los Naps para evitar pasar por Pensilvania y recibir una citación, finalmente esta situación se solucionó en septiembre de 1903 con el llamado Acuerdo Nacional.
Con Cleveland ganó Lajoie tres título de bateo entre 1902 y 1905, y probablemente hubiese ganado un cuarto título en 1905, si no hubiese contraído una infección en la sangre por una herida mal curada cuando lideraba el departamento. Finalmente su compañero de viaje y equipo Elmer Flick ganó ese año.
De cualquier forma Lajoie solo tuvo una real competencia a la llegada de Ty Cobb a las mayores en 1905.

## La controversia del Premio Chalmers

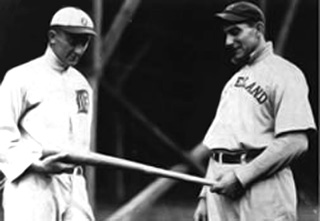
Ty Cobb y Nap Lajoie.

Desde 1907 y hasta 1909, Ty Cobb había ganado el título de bateo en forma consecutiva, en 1910 la compañía de autos Chalmers decidió premiar con un vehículo a quien obtuviese el título de bateo ese año. Cobb y Lajoie encabezaban la competencia de la Liga Americana, con Cobb liderando por un pequeño margen el último día de la temporada. Cobb decidió no jugar este último partido para preservar su porcentaje; Lajoie se enfrentaba a los Saint Louis Browns en una doble jornada, conectando ocho hits, seis de los cuales fueron toques de bola hacia la tercera base que cayeron justo frente al jugador de esta posición. Después se supo que el mánager de los Browns, Jack O'Connor, pidió a sus jugadores que favorecieran a Lajoie. Un séptimo hit se acreditó a un lanzamiento sin control a la primera base que en otra circunstancia hubiese sido anotado como error. Un periódico, el St. Louis Press, escribió: "Todos en St. Louis levantan sus brazos para reclamar el deplorable espectáculo, concebido por la estupidez y ejecutado por los celos".
Después de algunas discusiones, Ban Johnson, presidente de la Liga Americana, dio los resultados de porcentaje de bateo oficiales, Cobb ganaba con .3850687 a los .3840947 de Lajoie. La compañía Chalmers decidió premiar tanto a Cobb como a Lajoie con sendos vehículos, durante muchos años se dijo que el récord de Cobb de hits conectados era de 4.191, ese año un juego de Detroit fue erróneamente contado dos veces por lo que se le dio a Cobb un resultado adicional de 2 hits en tres turnos. Además de recompensarlo con 2 hits adicionales inexistentes, también elevó el promedio de bateo de Cobb desde .383 a .385; a Lajoie se le acredita un promedio de .384 en la temporada de 1910 lo que le atribuiría el título de ese año y le restaría a Cobb uno de los 12 título que ostenta. El comité de la oficina del comisionado votó unánimemente no cambiar las estadísticas y récords de Cobb, si bien esta regla ha sido tradicionalmente ignorada por los expertos en estadística del deporte (Lista de campeones de bateo de las Grandes Ligas). En la actualidad la principal publicación especializada en estadísticas de béisbol, Baseball Reference, concede el título de bateo de 1910 a Lajoie. Dado que los Browns ayudaron deliberadamente a Lajoie a sobrepasar el total de hits, ya de hecho inexacto, de Cobb; el lío matemático que sobrevino fue descrito por George Vass del Baseball Digest con las siguientes palabras: "Se podría decir que la temporada de 1910 produjo dos promedios de bateo falsos y un campeón objetable".
Lo cierto es que a pesar de la polémica, años después Lajoie comentó que durante el juego no tuvo conciencia de lo que estaban haciendo los jugadores de Saint Louis.

## Retiro
En la temporada de 1915 Lajoie regresó a Philadelphia a jugar con los Athletics, retirándose al final de la temporada de 1916 después de 20 temporadas en las mayores. Cuando el Salón de la Fama del Béisbol abrió sus puertas en 1939, Lajoie estaba entre los primeros en pertenecer a este selecto grupo. Falleció en 1959 a los 84 años. Está enterrado en el Daytona Memorial Park en Daytona Beach, Florida. 
En 1998, la revista  Sporting News publicó la lista de los 100 mejores jugadores de la historia de las Grandes Ligas, Lajoie ocupó el puesto 29.
| Predecesor: George Davis   | Campeón de Carreras Impulsadas de la Liga Nacional 1898  | Sucesor: Ed Delahanty   |
| Predecesor: Primer Campeón | Triple Corona de bateo en la Liga Americana 1901         | Sucesor: Ty Cobb        |
| Predecesor: Primer Campeón | Campeón de Cuadrangulares de la Liga Americana 1901      | Sucesor: Socks Seybold  |
| Predecesor: Primer Campeón | Campeón de Carreras Impulsadas de la Liga Americana 1901 | Sucesor: Buck Freeman   |
| Predecesor: Primer Campeón | Campeón de Bateo de la Liga Americana 1901-1904          | Sucesor: Elmer Flick    |
| Predecesor: Buck Freeman   | Campeón de Carreras Impulsadas de la Liga Americana 1904 | Sucesor: Harry Davis    |
| Predecesor: Bill Armour    | Manager de los Clevelad Naps 1905-1909                   | Sucesor: Deacon McGuire |
| Predecesor: Ty Cobb        | Campeón de Bateo de la Liga Americana 1910               | Sucesor: Ty Cobb        |